# Spercheus
Dans la mythologie grecque, le Spercheus est un dieu fleuve, identifiée avec le Spercheios en Thessalie.
Il est fils, comme tous les fleuves, d'Océan et de Téthys.
Spercheus aurait épousé Polydora[réf. nécessaire], sœur de Pélée. Il serait par conséquent l'oncle par alliance d'Achille. Pélée aurait consacré la chevelure de son fils Achille au dieu fleuve en échange du retour sain et sauf du héros de Troie.
Spercheus serait aussi le père des nymphes de l'Othrys (montagne de Grèce centrale) et de Dryops, ancêtre des Dryopes.

## Sources
- Homère, Iliade [détail des éditions] [lire en ligne] (XVI, 174).
- Antoninus Liberalis, Métamorphoses [détail des éditions] (XXII ; XXXII).